# Zuigkarpers
Zuigkarpers (Catostomidae) zijn een familie van straalvinnige vissen uit de orde van Karperachtigen (Cypriniformes).

## Geslachten
- Carpiodes Rafinesque, 1820
- Catostomus Lesueur, 1817
- Chasmistes D. S. Jordan, 1878
- Cycleptus Rafinesque, 1819
- Deltistes Seale, 1896
- Erimyzon D. S. Jordan, 1876
- Hypentelium Rafinesque, 1818
- Ictiobus Rafinesque, 1820
- Minytrema D. S. Jordan, 1878
- Moxostoma Rafinesque, 1820
- Myxocyprinus (T. N. Gill, 1878)
- Thoburnia D. S. Jordan & Snyder, 1917
- Xyrauchen C. H. Eigenmann & Kirsch, 1889